# 2009年バラク・オバマ大統領就任式
2009年バラク・オバマ大統領就任式（にせんくねんバラク・オバマだいとうりょうしゅうにんしき）は、2009年1月20日に行われた当時初当選のバラク・オバマの第44代アメリカ合衆国大統領就任、およびジョー・バイデンの第47代副大統領就任に際して、それぞれ就任宣誓を披露した式典である。

## 概要
ワシントンD.C.で行われた式典は記録的な人出でにぎわい、オバマ大統領とジョセフ・バイデン副大統領の4年間の任期の第一歩を飾った。この就任によって、オバマは最初のアフリカ系アメリカ人（黒人）の大統領となるとともに、最初のハワイ州生まれの大統領となった。第44回就任式のテーマは、エイブラハム・リンカーン生誕200年を記念して、「自由の新しい誕生 (A New Birth of Freedom)」とされた。
就任式は、2009年1月17日、オバマがペンシルベニア州フィラデルフィアから列車でワシントンD.C.に入ったところから始まった。公式祝賀行事は、1月18日から21日にかけて行われ、リンカーン記念館での祝賀コンサート“We Are One”（我々は一つ）、連邦の祝日であるキング牧師記念日の奉仕の1日、ベライゾン・センターでのコンサート「子どもたちの就任式：私たちが未来 (Kids' Inaugural: We Are the Future)」、連邦議会議事堂での就任式典、彫像ホールでの就任昼食会、ペンシルベニア通りのパレード、ワシントン・コンベンション・センター (Washington Convention Center) などでの10の就任記念ダンスパーティー、ホワイトハウスでの私的祝賀会、ワシントン大聖堂 (Washington National Cathedral) での就任礼拝行事 が行われた。

## 就任式前の行事

### 列車での移動

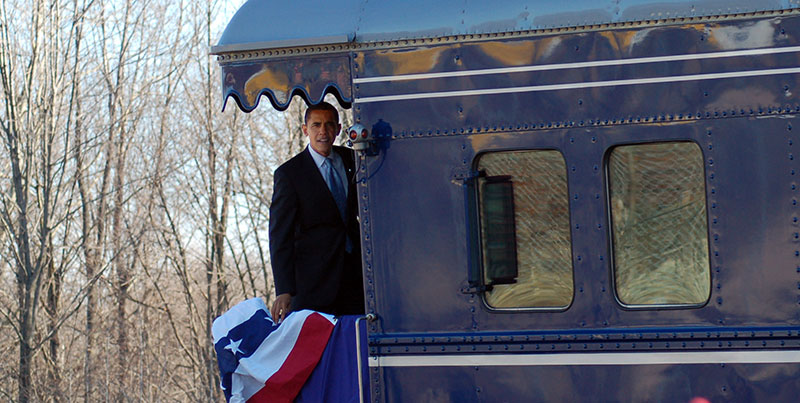
2009年1月17日、ジョージア300号に乗車したオバマ。

2009年の就任行事は、第16代大統領でありイリノイ州出身の政治家であったエイブラハム・リンカーンを記念し、リンカーンが1861年に列車でワシントンD.C.入りしたのを一部再現して、列車での移動から始まった。2009年1月17日、オバマは列車に乗り込む前に、フィラデルフィアの30 番ストリート駅で集会を持ち、リンカーンへの敬意を表した。オバマは、デラウェア州ウィルミントンに到着し、過去の大統領たちが使った列車である「ジョージア300号」で副大統領となるバイデンと落ち合った。オバマとバイデンは、そこからメリーランド州ボルチモアへと移動し、そこでオバマは約4万人の群衆に向かって演説を行った。連邦航空局 (FAA) により、列車のルート上空近くを民間飛行機や取材ヘリコプター、熱気球などが飛行することは禁止された。オバマとバイデンは、東部時間午後7時にワシントンD.C.のユニオン駅 (Union Station) に到着した。この移動中、オバマは、熱狂する群衆に対し、彼のトレードマークとなっている“I love you back”という呼びかけで答えた。アメリカ市民の中から40人余りが選ばれ、この列車での移動や、パレード、宣誓、ダンスパーティーなどの就任祝賀行事に参加した。
リンカーンは、1861年2月11日、イリノイ州スプリングフィールドから列車での第1行程に出発し、ペンシルベニア州フィラデルフィアに2月21日に到着した。第2行程で、リンカーンはフィラデルフィアから特別列車に乗ってワシントンD.C.での就任式へと移動し、その間70か所で停車した。

### リンカーン記念館でのコンサート
ナショナル・モールリンカーン記念館での1月18日の就任祝賀コンサートは、“We Are One”と名付けられた。コンサートは一般市民に無料で公開され、またHBOが番組の配信を行ったため、ケーブルテレビのある家庭ではどこでも見ることができた。40万人以上がコンサートに参加したと推定されている。ワシントンメトロは、この日1日で61万6324人という記録的な乗客数で、1999年7月4日（アメリカ独立記念日）の54万0945人という日曜の乗客数の記録を塗り替えた。

### キング牧師記念日
就任式の前日である1月19日は、キング牧師の誕生日を記念した連邦の休日、キング牧師記念日に当たる。オバマは、国全体でこの日を奉仕の1日とすることを呼びかけ、キング牧師記念日を奉仕の日とするしきたりは自然なことだとして、「この伝統は我々の誇りであるから、この日はただ立ち止まり、内省するためだけの日ではない。行動する日である。」と述べた。
オバマとバイデンは、この奉仕の日に地域奉仕活動に参加し、大統領就任式委員会も、そのウェブサイトで、地域奉仕活動を主催するにはどうすればよいかや、幅広い奉仕団体についての情報を提供した。1万1000を超える地域奉仕行事が、この日、全国で行われた。
1月19日、大統領を乗せた車列が、東部時間午前8時33分、ブレアハウスを出発してウォルター・リード軍事医療センターへ向かった。オバマは、そこで1時間強の間、イラク戦争とアフガン戦争で負傷して治療中の兵士ら（そしてその家族）と私的に懇談した。
ウォルター・リード軍事医療センターを訪問した後、オバマは、マーティン・ルーサー・キング3世とともに、ワシントンD.C.の10代の少年を保護しているサーシャ・ブルース・ハウスのホームレス・シェルターへ向かった。一方、バイデンの妻ジル、娘アシュリー、オバマの妻ミシェルと2人の娘マリア、サーシャは、数百人のボランティアとともに、午前中、ロバート・F・ケネディ・メモリアル・スタジアムで海外の米軍部隊に送られる6万個から8万5000個の援助物資を詰める作業を手伝った。午前中の奉仕活動を終えた後、オバマ一家とバイデン一家はワシントンD.C.北西地区の公立高校であるクーリッジ・ハイスクールで昼食をとった。その後、バイデンは北東地区で、国際NPOハビタット・フォー・ヒューマニティー (HFHI) の建てる家で壁を取り付ける作業を行った。その他のメンバーも、その日1日、D.C.市内で数多くの奉仕活動を行った。その夜、オバマはジョン・マケイン、コリン・パウエル、ジョー・バイデンの奉仕をそれぞれたたえて、三つの別々の超党派的な夕食会を持った。

### 子どもたちの就任式
1月19日の夜、ミシェル・オバマとジル・バイデンの主催で、ベライゾン・センターで「子どもたちの就任式：私たちが未来」というイベントが行われた。マイリー・サイラスとジョナス・ブラザーズが、コンサートで兵士の家族たちをたたえた。ショーの様子はディズニー・チャンネルとラジオ・ディズニーでライブ放送された。このほか参加した著名人には、デミ・ロヴァート、バウ・ワウ、コービン・ブルー、クィーン・ラティファ、ビリー・レイ・サイラス、シャキール・オニール、ジェイミー・フォックスがいる。キング牧師記念日の奉仕というテーマに沿って、ミシェル・オバマは、子どもたちに向かって、ホームレス・シェルターでボランティアをしたり、お年寄りを見舞いに行ったり、米軍部隊に手紙を書いたりして公共の奉仕を行うことを呼びかけた。

### 非公式行事
こうした公式行事のほかに、ワシントンD.C.や周辺地域では、就任式までの数日間、大きな集会や祝賀会が数多く催された。その一部は次のとおりである。
- アフリカ系アメリカ人教会就任祝賀ダンスパーティー：1月18日、グランド・ハイアット・ワシントンにて。
- アロハ就任記念ダンスパーティー：1月18日、オバマのキャンペーン担当者らの主催、ウォードマン・パーク・マリオット・ホテルにて。
- ブラックタイ&ブーツ就任祝賀ダンスパーティー：1月19日、ゲイロード・ナショナルリゾート&コンベンション・センターにて。スポンサーはテキサス州ソサエティ。
- 「父からの夢」アメリカン・スカラー就任祝賀ダンスパーティー：1月18日、フォーシーズンズ・ホテルにて。アリシア・キーズ、メイシー・グレイ、LL・クール・Jが演奏した[24]。
- グリーン就任祝賀ダンスパーティー：1月19日、元アメリカ合衆国副大統領アル・ゴアの主催、国立肖像画美術館にて[25]。
- エミリーズ・リスト就任祝賀ダンスパーティー：1月18日、閣僚指名者のヒラリー・クリントンとジャネット・ナポリターノ、上院議員のケイ・ヘーガン、ジーン・シャヒーン、ノースカロライナ州知事のベブ・パーデューが参加。
- ヒップホップ就任祝賀ダンスパーティー：1月19日、ハーマン芸術センターにて。ヒップホップ・サミット・アクション・ネットワーク、ラッセル・シモンズ、LL・クール・Jらの主催。
- ハフィントン・ポスト就任前ダンスパーティー：1月19日、ニュージアムにて。ハフィントン・ポストの創業者アリアナ・ハフィントンが主催。スティングとウィル・アイ・アムの演奏が目玉で、トム・ハンクス、スティーヴン・スピルバーグ、デンゼル・ワシントン、シャキーラ、ジョン・ボン・ジョヴィ、ハル・ベリー、アシュトン・カッチャーも参加した[24]。
- 市民の就任祝賀ダンスパーティー：1月19日、バージニア州フェアファクス郡出身の実業家アール・W・スタフォードの主催[26]。スタフォードは、経済的・身体的に恵まれず、普通なら就任のお祭りに参加できないような人々をアメリカ各地から招待するための祝典としてこのダンスパーティを企画・実行した[26]。スタフォードは、招待客をワシントンD.C.に呼び寄せ、ホテルの宿泊代も出し、ダンスパーティーを行うために、家族のスタフォード基金を通して、推定160万ドルを費やした[26]。約300人がアメリカ全国から、約150人がワシントンD.C.地域から、合計約450人がこのお祭りに招待された[27]。招待された人には、ホームレスの人、ハリケーン・カトリーナやハリケーン・アイクで家を追われた人、その他親類や各種機関から推薦された人々などがいた[26]。列席者の衣服、靴、タキシード、ホテルの部屋も提供された[28]。ダンスパーティーは、ホワイトハウスから2ブロック先のJWマリオット・ホテルで行われた。
- 大統領就任祝賀昼食会・ファッションショー：1月18日、リッツ・カールトンにて。
- Voto Latino就任祝賀パーティー：1月18日、ユニオン・ステーションにて。マーク・アンソニー、ロザリオ・ドーソン、Tony Plana、Wilmer Valderramaが参加した[24]。

## 就任式

### 概要

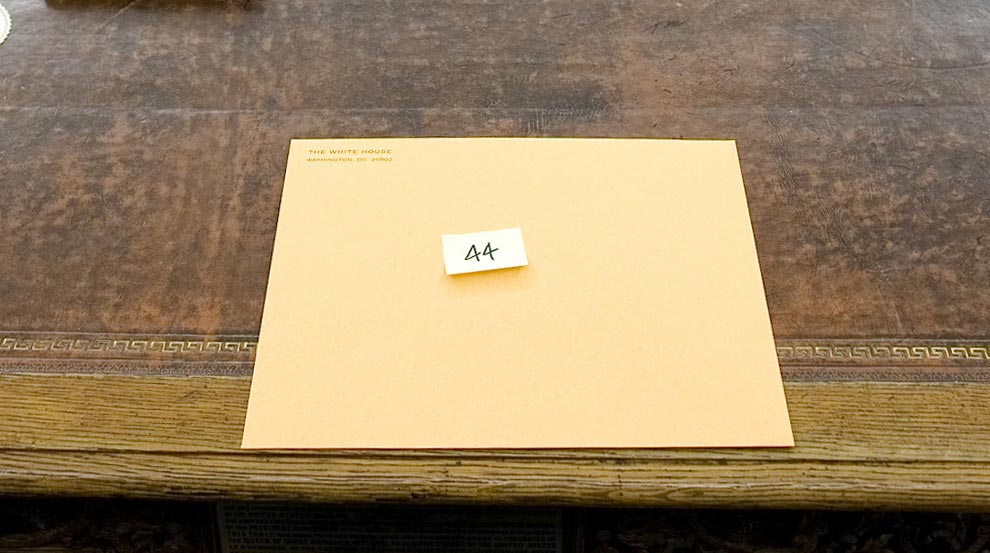
慣例にならい、ブッシュ大統領はオーバル・オフィスのレゾリュート・デスクにオバマへの書簡を残した。

連邦議会就任式典合同委員会は、2008年12月17日に、1月20日の就任式の全スケジュールを公表した。オバマは、事前に、フルネームである「バラク・フセイン・オバマ」と呼んでもらいたいとの意向を示していたが、就任式スケジュールには次期大統領の名前として「バラク・H・オバマ」と記載してあった。
就任式は東部時間2009年1月20日午前8時に開場し、就任式プログラムは東部時間午前10時から始まった。予定された行事は次のとおりである。
- アメリカ海兵隊楽隊による音楽セレクション
- サンフランシスコ少年合唱団・サンフランシスコ少女合唱団による音楽セレクション
- 就任式両院合同委員長のダイアン・ファインスタイン上院議員による開会宣言、歓迎の辞、挨拶
- リック・ウォレン牧師による祈り
- アレサ・フランクリンの音楽セレクション
- 最高裁判所陪席判事ジョン・ポール・スティーブンスによって行われる、バイデンの宣誓
- ジョン・ウィリアムズと、イツァーク・パールマン、ヨーヨー・マ、ガブリエラ・モンテーロ、アンソニー・マクギルによる音楽セレクション
- 最高裁判所長官ジョン・ロバーツによって行われる、オバマの宣誓
- オバマの就任演説
- エリザベス・アレクサンダーによる詩の朗読
- Joseph E. Lowery牧師による祝福
- アメリカ海軍楽隊の合唱隊員による国歌「星条旗」の合唱

就任式の後、大統領オバマ、ファーストレディのミシェル・オバマ、副大統領ジョー・バイエン、そしてジル・バイデンは、前大統領ジョージ・W・ブッシュとその妻ローラ・ブッシュを、議事堂東側での出発式へと導いた。オバマ夫妻、バイデン夫妻はそれから議事堂の彫像ホールでの就任昼食会に出席し、その後ホワイトハウスの大統領観覧台に向かい、パレードを観覧した。

### 式典

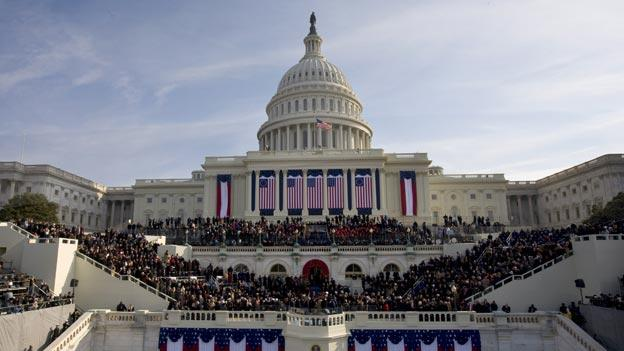
議事堂での就任式典

式典は、2009年1月20日、連邦議会議事堂の西側正面で行われた。東部時間午前8時から、“The President's Own”（大統領直属）との別名があるアメリカ海兵隊楽隊による、事前録音の音楽が2時間にわたり流された。東部時間午前10時から、海兵隊楽隊によるライブ演奏が行われた。リンカーン記念館まで広がるナショナル・モールは、市民が就任式を見るための場所となった。モールの北西地区3番ストリートと4番ストリートの間の区画は、チケットを持った人だけの指定スペースとなった。行事は、連邦議会就任式典合同委員会が企画を行い、その委員長であるダイアン・ファインスタイン上院議員が司会進行役を務めた。

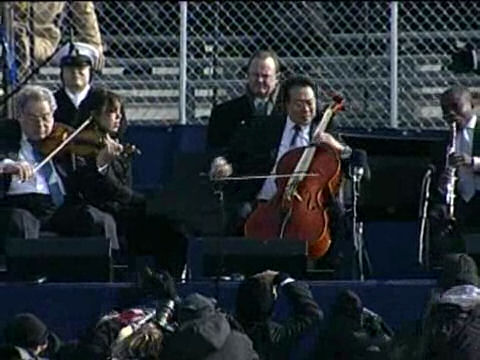
就任式で“Air and Simple Gifts”を演奏する（左から順に）イツァーク・パールマン、ガブリエラ・モンテーロ、ヨーヨー・マ、アンソニー・マクギル。

連邦議会の幹部によって用意されたプログラムでは、歌手のアレサ・フランクリンが“My Country, 'Tis of Thee”を歌い、ジョン・ウィリアムズの曲“Air and Simple Gifts”が演奏された。屋外の寒さが楽器に悪影響を及ぼし、演奏中に弦が切れるなどのトラブルが生じる恐れがあったため、この曲は事前に録音されるとともに、チェリストのヨーヨー・マ、バイオリニストのイツァーク・パールマン、ピアニストのガブリエラ・モンテーロ、クラリネットのアンソニー・マクギルによって録音に合わせてライブ演奏が行われた。そのほか、アメリカ海兵隊楽隊とアメリカ海軍楽隊も参加した。サンフランシスコ少年合唱団・サンフランシスコ少女合唱団も式典で合唱を披露した。次いで、福音派の牧師リック・ウォレンが祈りを捧げた。福音派は民主党支持勢力のリベラルと対立することが多いが、ウォレンは福音派の中では政治的に左派に近いとされている。その後、市民権活動家で合同メソジスト教会の牧師Joseph Loweryが祝福を行った。
副大統領当選人のバイデンが、まず最高裁判所陪席判事ジョン・ポール・スティーブンスの下で宣誓を行った。副大統領就任宣誓に続き、太鼓とビューグルによるファンファーレ (ruffles and flourishes) 4回と、賛歌"Hail, Columbia"が流れた。
式の進行が遅れたため、"Air and Simple Gifts"の演奏中に正午を経過し、ブッシュの任期が終了してオバマが大統領となった が、憲法第2条第1節により、実際に大統領の職権を行使する前に宣誓を行わなければならない。最高裁判所長官ジョン・ロバーツの面前でオバマが就任宣誓を行った時刻は東部時間午後0時05分頃となっていた。
大統領就任宣誓に引き続き、陸軍によって新大統領のために21発の礼砲が捧げられ、同時にファンファーレ4回と、合衆国大統領の到着を示す曲である"Hail to the Chief"が海兵隊楽団により演奏された。宣誓式を終えたオバマは、アメリカ合衆国大統領として、就任演説を行った。そして詩人のエリザベス・アレクサンダーが就任を祝う詩"Praise Song for the Day"を朗読した。

### 宣誓
最高裁判所長官ジョン・ロバーツが、オバマの就任宣誓を執り行った。夫人のミシェル・オバマが、1861年にエイブラハム・リンカーンが大統領就任式で用いた聖書（リンカーン聖書）を、オバマ大統領のために手で支えた。オバマは、この数週間前に、宣誓式ではミドルネームである「フセイン」を略さずにフルネームで使いたいと述べていた。その理由については、「伝統に従うだけで、何らかの意味を表したいわけではない」と話した。彼のミドルネームは、2008年アメリカ合衆国大統領選挙の途中、彼を中傷する人がイラクの独裁者サッダーム・フセインを暗に連想させようとして使ったことから、論争を呼んでいた。就任式中も、この宣誓以外のほとんどの場面では、「フセイン」の代わりにイニシャルのHが用いられていた。
オバマ自身が事前に要望していたとおり、ロバーツ長官は大統領就任宣誓の最後に「神に誓って (so help you God)」と先導し、オバマも「神に誓って (so help me God)」と答えた。そして、ロバーツはオバマを新大統領として祝いの言葉を述べた。

#### 宣誓中の言い誤り
宣誓を行う途中、いくつかの間違いがあった。ただ、その正確な事実経過については、報道によって説明の仕方が分かれている。あるニュース記事によると、ロバーツが宣誓の最初の部分を唱える際、"I, Barack Hussein Obama."（私、バラク・フセイン・オバマは）と言った後に息継ぎを入れたという。そしてオバマがその言葉を復唱し始めた時に、ロバーツが大統領をさえぎるように"do solemnly swear,"（厳粛に宣誓する）と言って宣誓の続きを唱え始めたという。別のニュース記事によれば、ロバーツが宣誓の最初の部分を唱えているところをさえぎったのはオバマの方であるという。
宣誓の第1フレーズを言い終えた後、ロバーツは宣誓の次の部分を暗唱する際、誤って"that I will execute the Office of President to the United States faithfully"と述べた。正しくは"that I will faithfully execute the Office of President of the United States"（私が誠実にアメリカ合衆国の大統領の職を執行することを）というべきところである。オバマは、"I will execute"という文言を復唱したが、ロバーツの誤りに気付いたように、息を継ぎ、ロバーツの方を見た。ロバーツは、それから誤りを正そうとして、"faithfully the Office of President of the United States."と唱えた。しかし、オバマはロバーツの最初の間違ったフレーズを復唱してしまった。

#### 宣誓のやり直し

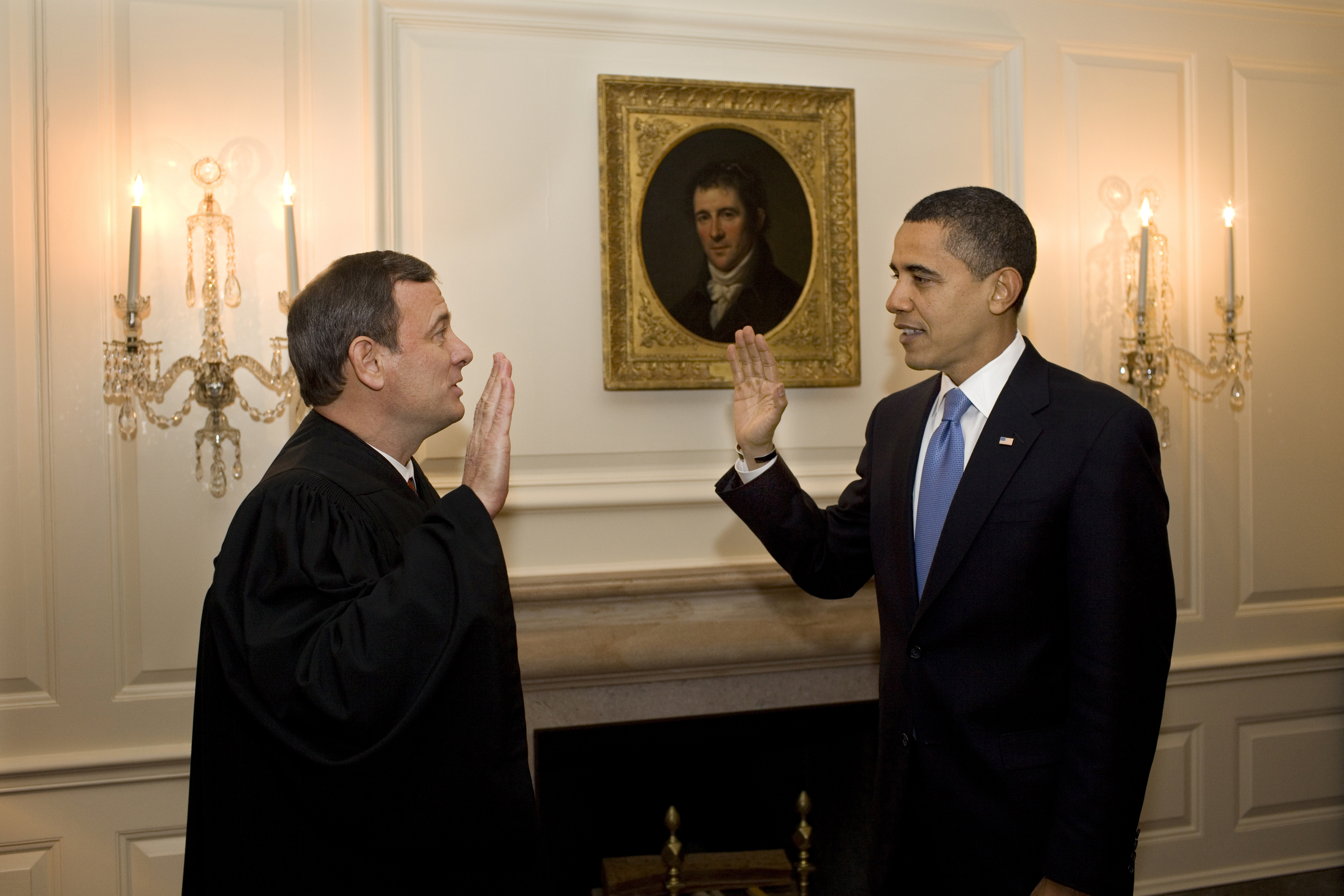
オバマは、2009年1月21日、宣誓をやり直した。

ホワイトハウス報道官のロバート・ギブズは、当初、オバマ大統領が就任宣誓をやり直す予定はないと説明していたが、ロバーツ長官が、ホワイトハウス法律顧問の要請に応じ、オバマの宣誓をやり直すことに同意した。2度目の宣誓式は、 2009年1月21日の夕方、ホワイトハウスのマップ・ルームにおいて、ホワイトハウス記者団と少人数の大統領側近の前で行われた。ロバーツがオバマに準備はよいか尋ねると、オバマは、「はい。ゆっくりやりましょう。」と答えた。ホワイトハウス法律顧問のグレッグ・クレイグの出した説明によれば、宣誓は「あくまで念のために」2009年1月21日に再挙行された。1月20日の宣誓について、クレイグは「就任宣誓は有効に行われ、……大統領は適切に宣誓した。……しかしながら宣誓の文言は憲法自体に書かれているので」と付け加えた。なお米国の法廷や議会の証人喚問で行われている宣誓では、「あなたは～と宣誓するか？」という問いかけに対して「する（I do）」と回答するのみで法的効果は発生し、必ずしも復唱する必要はない。

### 就任演説

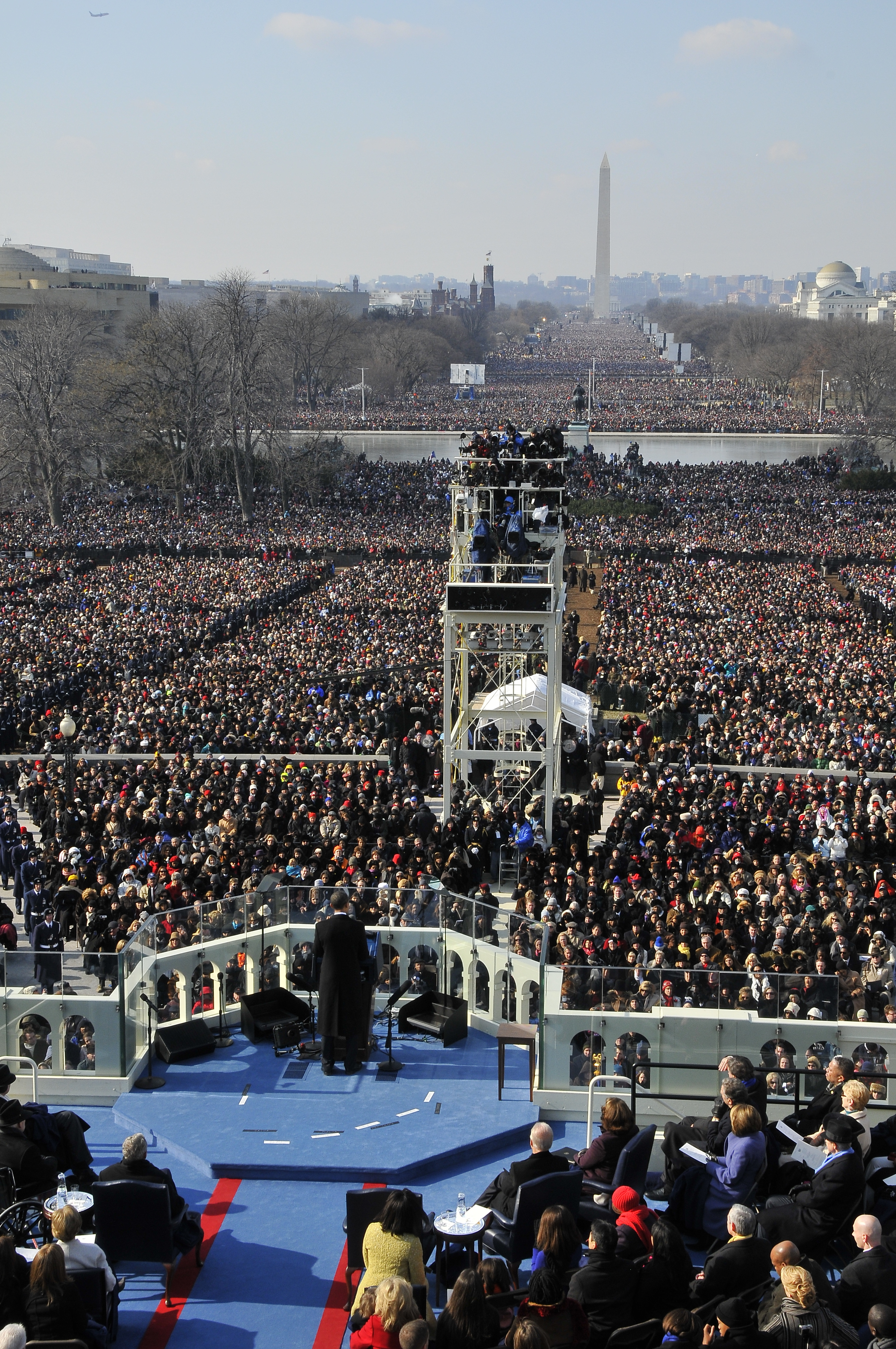
就任演説をするオバマ。

バラク・オバマ大統領の就任演説の中心的なテーマは、責任を取り戻すことへの呼びかけであった――それはワシントン（政治）の説明責任を意味すると同時に、一般市民が関わっていくという責任も意味していた。レトリックの専門家、ジェームズ・マッキンに言わせれば、オバマの演説には、抜粋して記憶に残りやすいフレーズはなかった。その代わり、わざと控えめに語られた演説の中で、彼は伝統に言及することによって、自らの新しい政権を、アメリカの歴史と結びつけようとしたという。
オバマは、演説の第2段落の締めくくりに、「我々人民は、建国の父たちの理想に誠実であり続け、建国の文書に忠実であり続けた」と述べた。演説は、「遺産」や「伝統」といった言葉、また「誠実」、「勇気」、「愛国心」といった「古い」価値観を強調した。演説の最後の方で、オバマは、トマス・ペインが『アメリカの危機』で書き、ジョージ・ワシントンがその軍隊に読み聞かせるよう命じた言葉に触れた。
「未来の世界に語られるようにしよう。厳冬の中、希望と美徳だけが生き残ることができた時……都市と地方は共通の危機に見舞われて、それに立ち向かったのだと。」
オバマの選挙キャンペーン中のメッセージは、変革（チェンジ）の必要性に焦点を当てたものであったことから、マッキンは、オバマが大統領としてアメリカ国家の伝統から逸脱することはしないのだということをアメリカ国民に対して安心させようとしたのだと指摘する。
責任への訴えの中で、オバマは、「我々の中で市民の金を管理する者は、説明を果たす責任を負う」、「我々に今求められているのは、新しい責任の時代である――あらゆるアメリカ人が認識することである」と述べた。オバマは、ミュージカル映画「スイング・タイム」からジェローム・カーンとドロシー・フィールズが歌う「ピック・ユアセルフ・アップ」の歌詞を引用し、「今日からは、我々は立ち上がり、体のほこりを払い、アメリカ再建という仕事を再び始めなければならない」と述べた。ニューヨーク・タイムズ紙の記事において、コラムニストで元ドラマ批評家のフランク・リッチは、映画から引用されたフィールズの歌詞との関係について言及し、オバマは演説の中で「かすかな大恐慌時代のイメージ」をほのめかしたのだと書いている。
オバマの演説に対する評価は様々である。抑制的で、率直な語り口だったという意見もある 一方で、レベルが低くありきたりだという声もある。彼の楽観主義にもかかわらず、オバマの演説はブッシュとクリントンの双方に対して批判的なものであった。ニューヨーク・タイムズ紙のデイビー・サンガーは、フランクリン・ルーズベルトがアメリカ的価値観の復活を訴えた演説以来、去りゆく前任大統領に対する就任演説中の批判としては最も手厳しいものであったとする。演説が、儀礼的ながらも丁寧な謝意から、一転して痛烈な批判に向かったことに、ブッシュ政権担当者らは色を失った。共和党の論者は、この演説は統合への機会を失わせるものだととらえた。しかし、ラーム・エマニュエルは、この演説は人々の意思を反映したものだと述べている。

### 昼食会
昼食会の前、慣例に従い、オバマ大統領は連邦議会議事堂のプレジデンツ・ルームに入り、そこで最初の大統領令に署名した。彼が署名した最初の大統領令は、「国の一新と調和の日の宣言」であった。この歴史的な署名をする最中も、オバマは自分の左利きについてジョークを言い、また「ペンをくすねないように言われたよ」と皮肉を言った。彼は、このほかにも、正式に閣僚及び準閣僚級高官について連邦議会の承認を求めるための大統領令にも署名した。

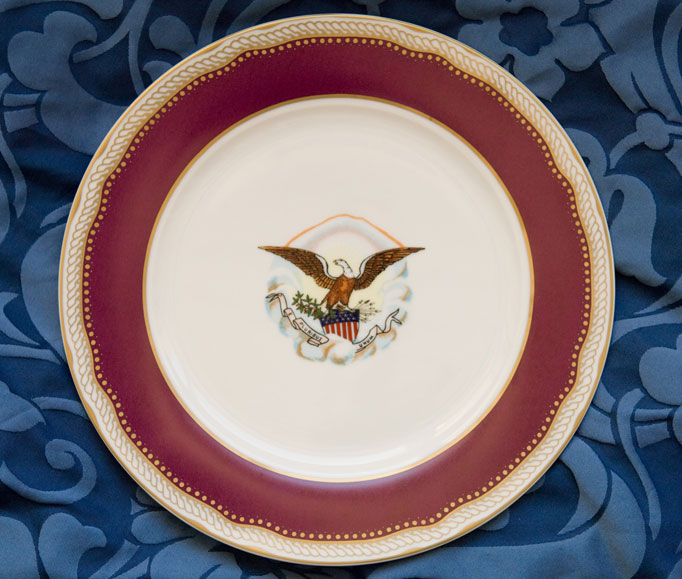
就任祝賀昼食会の1皿目に用いられた陶器の皿。

オバマは、それから議事堂の国立彫像ホールでの就任祝賀昼食会で議会のゲストらと食卓を囲んだ。ゲストには、ワシントンを代表する議員らのほか、元大統領・副大統領らが招かれ、鴨とキジの料理に、ピノ・ノワールのワインが供された。昼食会のテーマは、エイブラハム・リンカーン生誕200年を記念した2009年のオバマの就任式全体のテーマ、「自由の新しい誕生 (A New Birth of Freedom)」に則ったものであった。赤と白の陶器は、リンカーン時代のホワイトハウスで用いられていたものの復元である。
議事堂での昼食会は、1953年以来、就任式のプログラムの一部となっている（その前は、昼食会はホワイトハウスで行われ、離任する大統領とファーストレディが主催していた）。就任祝賀昼食会のメニューは、新しい大統領・副大統領の出身州を代表する料理がメインになることが多い。2009年のメニューは、シーフード・シチュー、キジと鴨の料理、そしてデザートにはスイート・クリーム・グラッセの添えられたアップル・シナモン・スポンジケーキであった。1985年以来、最上席の背景に飾る絵画が選ばれてきた。2009年に選ばれた絵画は、トーマス・ヒルが1865年に描いた「ヨセミテ渓谷の眺め」であった。この絵は、エイブラハム・リンカーンが1864年にヨセミテ下付地を創設する法律に署名したのを記念したものである。これは、連邦政府が、市民が利用できるように公園を保護した初めての例であった。
昼食会の最中に、エドワード・ケネディ上院議員が発作を起こして倒れ、病院に運ばれて治療を受けた。この緊急事態を伝える当初の報道では、ロバート・バード上院議員もまた病気に倒れたとの誤った情報が流れた。その報道は後に否定され、最終的に、バードはケネディの件で心理的に動揺したため、帰宅することになったのだと説明された。

### パレード

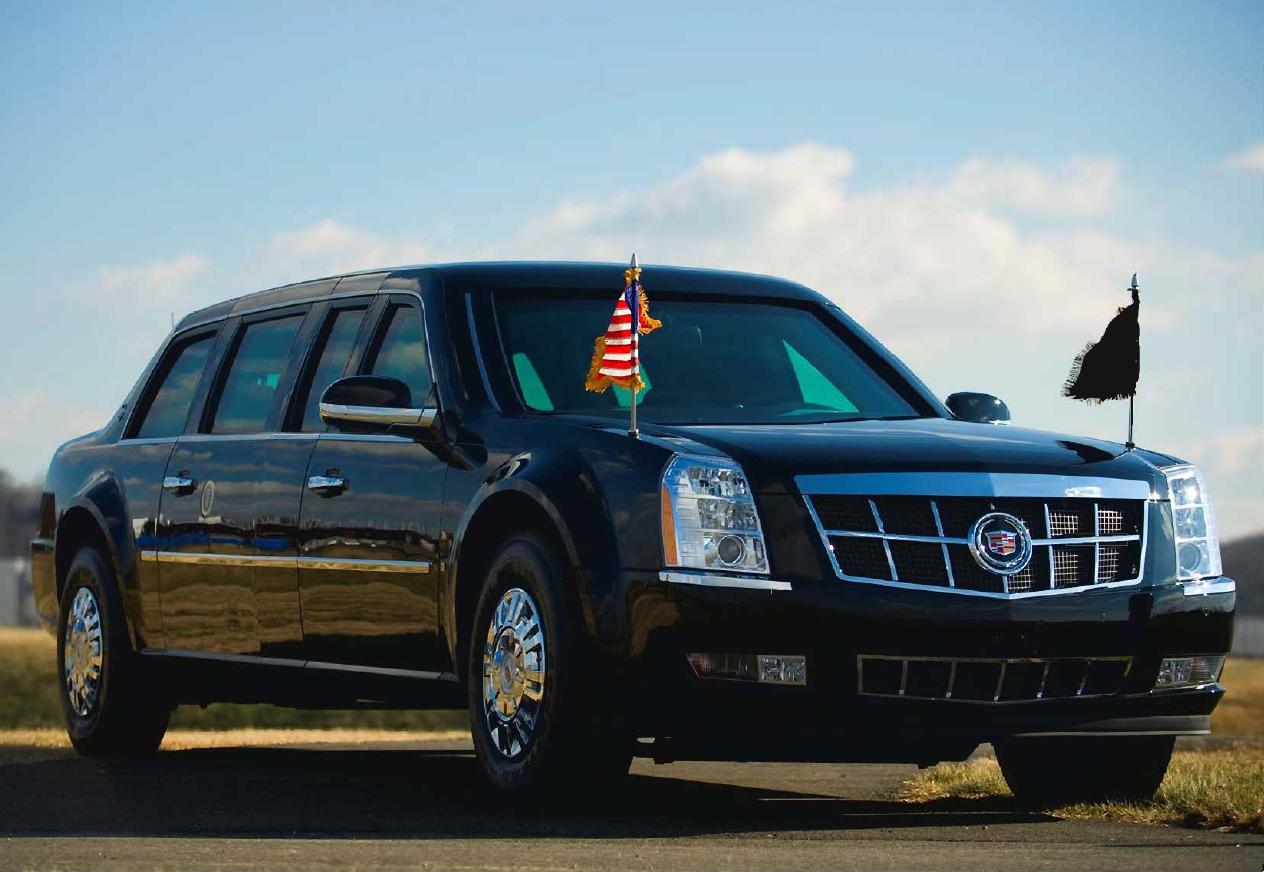
2009年式キャディラックの大統領専用リムジン。就任祝賀パレードでデビューした。

就任祝賀パレードは、D.C.北西地区のペンシルベニア通りを、連邦議会議事堂から出発し、ホワイトハウスの北面まで進んだ。パレードの途中、オバマ大統領とファーストレディのミシェル・オバマは、2回、リムジンからペンシルベニア通りに降り立ち、パレードのルートを歩いて、集まった群衆の歓声に応えた。2度目に歩いて車に戻ったのは、ホワイトハウスの門のすぐ前であった。その2回を除けば、大統領とファーストレディは、パレードの間、警備上の問題から、ルートの大部分を新型の防護されたリムジンで移動した。

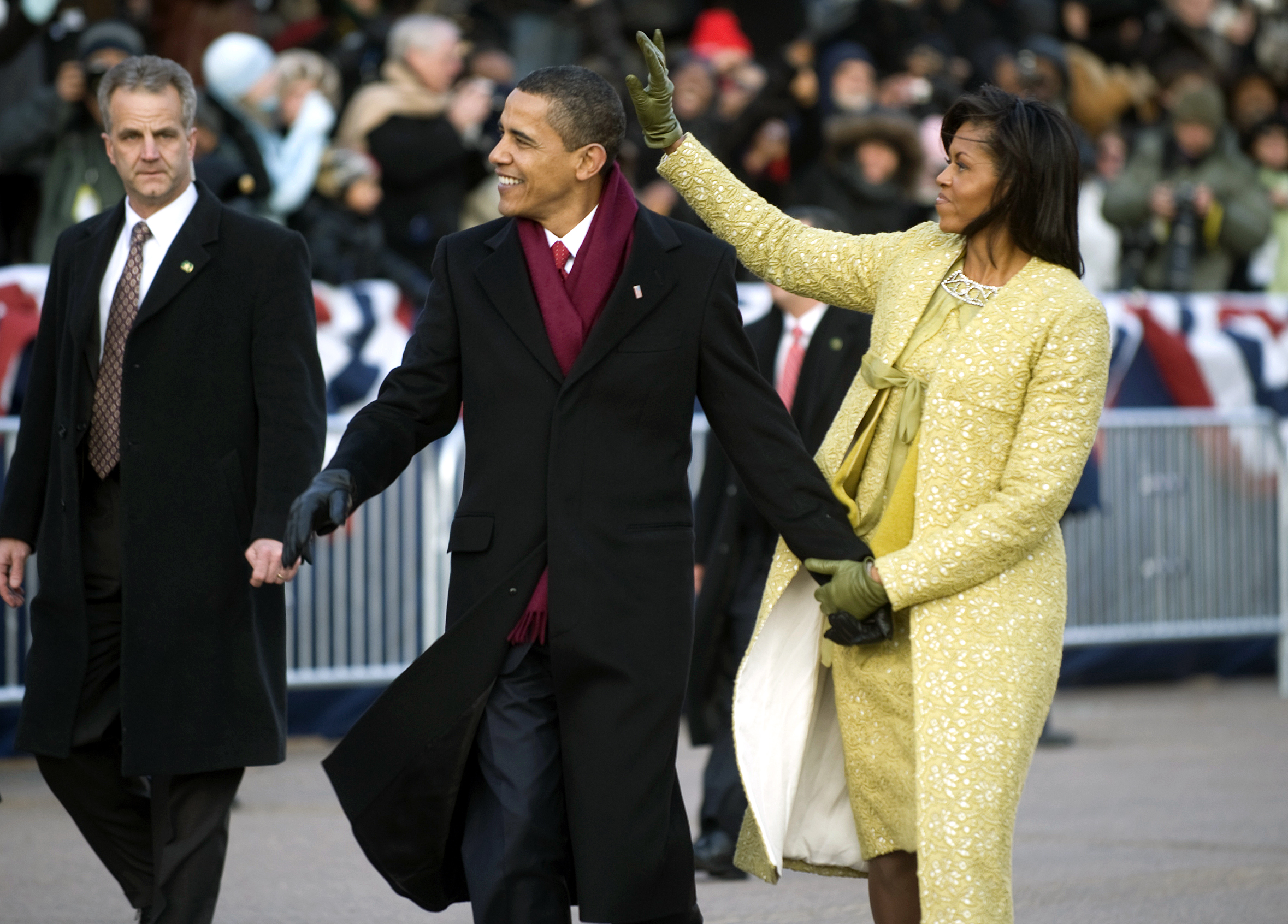
パレード中に車から降りて歩くオバマ大統領と、ファーストレディ、ミシェル・オバマ。

バイデン副大統領とその妻ジル・バイデンも、数か所で、子のビュー、ハンター、アシュリーとともにパレードのルートを歩いた。ビュー・バイデンは、デラウェア州の司法長官兼デラウェア州兵法律顧問将校であり、イラク戦争の軍役から特別の休暇を得て式典に参加した。
パレードは、就任式の後、午後から夕方近くまで、2時間以上にわたって行われた。1万5000人の人と、240頭の馬、何十ものマーチングバンド、二つの鼓笛隊、一つのマリアッチバンドが参加した。オバマ大統領は、ドラム・コープス・インターナショナルで9回世界チャンピオンとなったカデッツ鼓笛隊と、8回優勝に出場したコルツ鼓笛隊をアイオワ州ダビュークから招いたほか、バージニア州軍学校の士官候補生隊、そしてオバマの出身高校、プナホウ・スクールからパレードでのパフォーマンスのため高校生マーチングバンドを招いた。
バイデン副大統領も、デラウェア州から、パレードでの行進にいくつかのグループを招いた。デラウェアのセクションの先頭に立ったのは、バイデンが名誉会員となっているデラウェア・ボランティア消防隊員会であった。それに続き、バイデンの母校、デラウェア大学から、「デラウェア州の誇り」と言われるファイティン・ブルー・ヘンズのマーチングバンド、そしてデラウェア州立大学ホーネッツのマーチングバンド、別名「近づく嵐」が行進した。

## 就任式後の行事

### 就任祝賀ダンスパーティー
バラク・オバマ大統領と、ファーストレディ、ミシェル・オバマは、2009年1月20日の夜、10の公式就任祝賀ダンスパーティーに出席した。ダンスパーティーでは、バラク・オバマは15年ぶりに新調したというタキシードに身を包んだ。このタキシードは、組合の労働者を使用しているシカゴの紳士服会社、ハート・シャフナー・マークスが仕立てたものである。ミシェル・オバマは、26歳のニューヨークのデザイナー、ジェイソン・ウーがデザインした白のワンショルダー、スリーブレスのドレスで装った。今までのファーストレディ、ローラ・ブッシュやヒラリー・クリントンが、自分の生まれ故郷のデザイナーのものを披露してきた伝統を打ち破ることになった。
ネイバーフッド就任祝賀ダンスパーティーで、オバマ夫妻は「大統領夫妻（ファーストカップル）」としての最初の1曲を、ビヨンセが歌うエタ・ジェイムスの"At Last"に合わせて踊った。オバマ大統領が招待客らに対して挨拶をし、ミシェルとともに踊った公式ダンスパーティーは次のとおりである。
- 最高司令官ダンスパーティー：国立ビルディング博物館にて。招かれたのは、アメリカ軍の現役又は予備役軍人、現在海外に配置されている兵士の家族、戦闘で命を失った兵士の遺族、パープルハート章の受章者である[86][89][90][91]。
- 東部州ダンスパーティー：ユニオンステーションにて。ゲストは、ニューイングランド諸州、すなわちコネチカット州、メイン州、マサチューセッツ州、ニューハンプシャー州、ロードアイランド州、バーモント州と、大西洋の海外領土プエルトリコ、米領バージン諸島から招かれた。ジェームス・テイラーが招待客のために演奏した[86][92]。
- 中部大西洋州ダンスパーティー：ウォルター・E・ワシントン・コンベンション・センターにて。ゲストは、ワシントンD.C.及び中部大西洋諸州、すなわちメリーランド州、ニューヨーク州、ニュージャージー州、バージニア州、ウェストバージニア州から招かれた[86]。
- 中西部州ダンスパーティー：ウォルター・E・ワシントン・コンベンション・センターにて。ゲストは、中西部諸州、すなわちインディアナ州、アイオワ州、カンザス州、ミシガン州、ミネソタ州、ミズーリ州、ノースダコタ州、ネブラスカ州、オハイオ州、サウスダコタ州、ウィスコンシン州から招かれた[86]。
- ネイバーフッド就任祝賀ダンスパーティー：ウォルター・E・ワシントン・コンベンション・センターにて。この夜、オバマ夫妻が最初に訪れたダンスパーティーである。ここで、ミシェル・オバマは就任祝賀ダンスパーティー用のドレスを初めて披露した。夫妻は、その後ビヨンセの歌う"At Last"に合わせて踊った[93]。
- オバマ大統領出身州ダンスパーティー：ウォルター・E・ワシントン・コンベンション・センターにて。ゲストはオバマの出身州であるハワイ州とイリノイ州から招かれた[86]。
- 南部州ダンスパーティー：D.C.アーマリーにて。ゲストは、南部諸州、すなわちアラバマ州、アーカンソー州、フロリダ州、ジョージア州、ケンタッキー州、ルイジアナ州、ミシシッピ州、ノースカロライナ州、サウスカロライナ州、テネシー州、テキサス州から招かれた[86]。
- バイデン副大統領出身州ダンスパーティー：ワシントン・コンベンション・センターにて。ゲストは、ジョー・バイデンの出身州であるデラウェア州とペンシルベニア州から招かれた[86]。
- 西部州ダンスパーティー：ワシントン・コンベンション・センターにて。ゲストは、西部諸州、すなわちアラスカ州、アリゾナ州、カリフォルニア州、コロラド州、モンタナ州、オクラホマ州、オレゴン州、ネバダ州、ニューメキシコ州、ユタ州、ワシントン州、そして太平洋の海外領土であるアメリカン・サモアとグアムから招かれた[86]。
- 青年ダンスパーティー：ワシントン・ヒルトン・アンド・タワーズにて。18歳から35歳までの間の人のためのイベントである[86]。

### 非公式ダンスパーティー
大統領夫妻が訪れた10の公式就任祝賀ダンスパーティーのほかに、様々なテーマを持った数多くの大規模なダンスパーティーや集まりが、この日ワシントン D.C.及び周辺地域で催された。その一例は次のとおりである。
- ポトマック川のアフリカ就任祝賀ダンスパーティー：バージニア州アーリントンのクリスタル・ゲートウェイ・マリオットにて。
- アフリカ音楽就任祝賀ダンスパーティー：マリオット・ウォードマン・パーク・ホテルにて。
- ブラック・エンターテインメント・テレビジョン就任祝賀ダンスパーティー：マンダリン・オリエンタル・ホテルにて。
- 議会黒人議員会就任祝賀ダンスパーティー：キャピトル・ヒルトンにて。
- クリエイティブ・コーアリション就任祝賀ダンスパーティー：ハーマン芸術センターにて。
- ヒューマン・ライツ・キャンペーンの平等ダンスパーティー：ルネッサンス・メイフラワー・ホテルにて。
- インパクト・フィルム・ファンド・ダンスパーティー
- 就任祝賀平和ダンスパーティー：スミソニアン国立郵便博物館にて。
- 就任祝賀パープル・ダンスパーティー：フェアモント・ホテルにて。
- アメリカレコード協会ダンスパーティー
- 英雄顕彰就任祝賀ダンスパーティー：アメリカ在郷軍人会が、名誉勲章の受章者を称えるためにスポンサーとなっているもの。このダンスパーティーは、ドワイト・D・アイゼンハワー大統領の最初の就任式（1953年）の時に就任祝賀行事として始まった。アイゼンハワー以来、大統領が出席してきたが、バラク・オバマは初めて出席できなかった。しかしジョー・バイデンがパーティーに出席し、暖かく迎えられた[94]。

### ホワイトハウスでの祝賀会
オバマ夫妻は、就任祝賀ダンスパーティーを回った後、真夜中をすぎてから、ホワイトハウスで、古くからの支持者、近しい友人・家族ら70名との集まりを持った。招かれたのは、オプラ・ウィンフリー、Valerie Jarrett、デイヴィッド・アクセルロッド、シカゴ市長リチャード・M・ダリー、アーター・デイヴィス下院議員、ニール・アバークロンビー下院議員、ミシェル・オバマの兄クレイグ・ロビンソンなどである。イリノイ州代表の議員であるディック・ダービン上院議員、メリッサ・ビーン下院議員、ジャン・シャコウスキー下院議員、ルイス・グティエレス下院議員、ジェリー・コステロ下院議員も、この遅い時間のホワイトハウスでの祝賀会に出席した。

### 就任礼拝行事
2009年1月 21日午前10時（東部時間）、オバマ大統領、ファーストレディーのミシェル・オバマ、バイデン副大統領とジル・バイデンは、ワシントン大聖堂での就任礼拝行事に出席した。オバマ、バイデン両夫妻に加え、元大統領ビル・クリントンとその妻ヒラリー・クリントンも、前方の座席に座って参加した。礼拝には、そのほか、連邦議会の議員、外交官、その他の有力者約3200人が招待され、参加した。
これは宗教横断的な礼拝であり、聖歌隊の歌う聖歌、数多くの聖典の朗読、様々な宗教の信者による祈りが行われた。礼拝は、包摂主義と宗教的多様性を反映して、プロテスタントの牧師、ヒンドゥー教・イスラム教の女性指導者、ユダヤ教のラビ、カトリックの司教らが、聖典の朗読を行い、祈りを捧げた。祈りの中では、1789年のジョージ・ワシントンの就任礼拝式での祈りの言葉や、1865年のエイブラハム・リンカーンの就任演説からも言葉が引かれた。「何者にも悪意を向けることなく、すべての者に施しを」という言葉もそうである。
就任礼拝行事の中心となった説教は、ディサイプル教会のジェネラル・ミニスター兼プレジデントであるシャロン・E・ワトキンス牧師によって行われた。彼女は、この宗教横断の就任行事で説教を行った最初の女性となった。その説教の中で、ワトキンス牧師は様々な宗教の典拠――ヒンドゥー教、ユダヤ教、イスラム教、チェロキーなど――からの引用句を引いて一つにまとめ上げた。

## 参加者

### 招待客

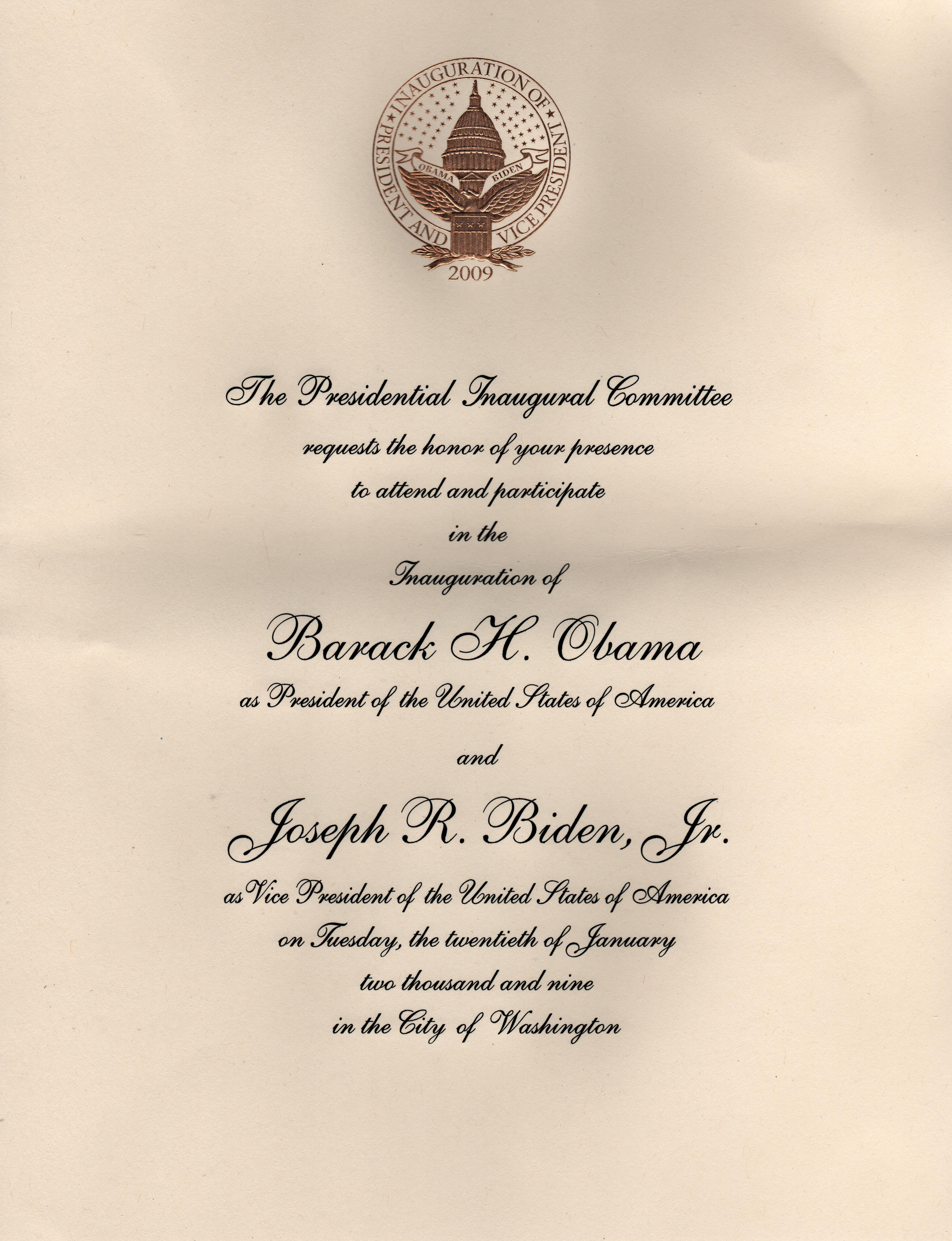
100万枚の一般招待券のうちの1枚。

元大統領ジミー・カーター、ジョージ・H・W・ブッシュ、ビル・クリントン、ジョージ・W・ブッシュ、元副大統領ウォルター・モンデール、ダン・クエール、アル・ゴア、ディック・チェイニーが、妻らとともに就任式に出席した。チェイニーは、箱を持ち運ぼうとしているときにけがをしたということで、車いすでの参加となった。招待状は、アメリカに派遣されている外交使節団の長らとその配偶者にも送られたが、その他の外国の代表者には送られなかった。そのため、特命大使を送りたいという北朝鮮の申出は断られた。
タスキージ・エアメン (Tuskegee Airmen) も就任式にゲストとして呼ばれた。5日前に不時着水事故を生還に導いたUSエアウェイズ1549便のパイロットチェズレイ・サレンバーガーをはじめ5人の乗組員も招待された。

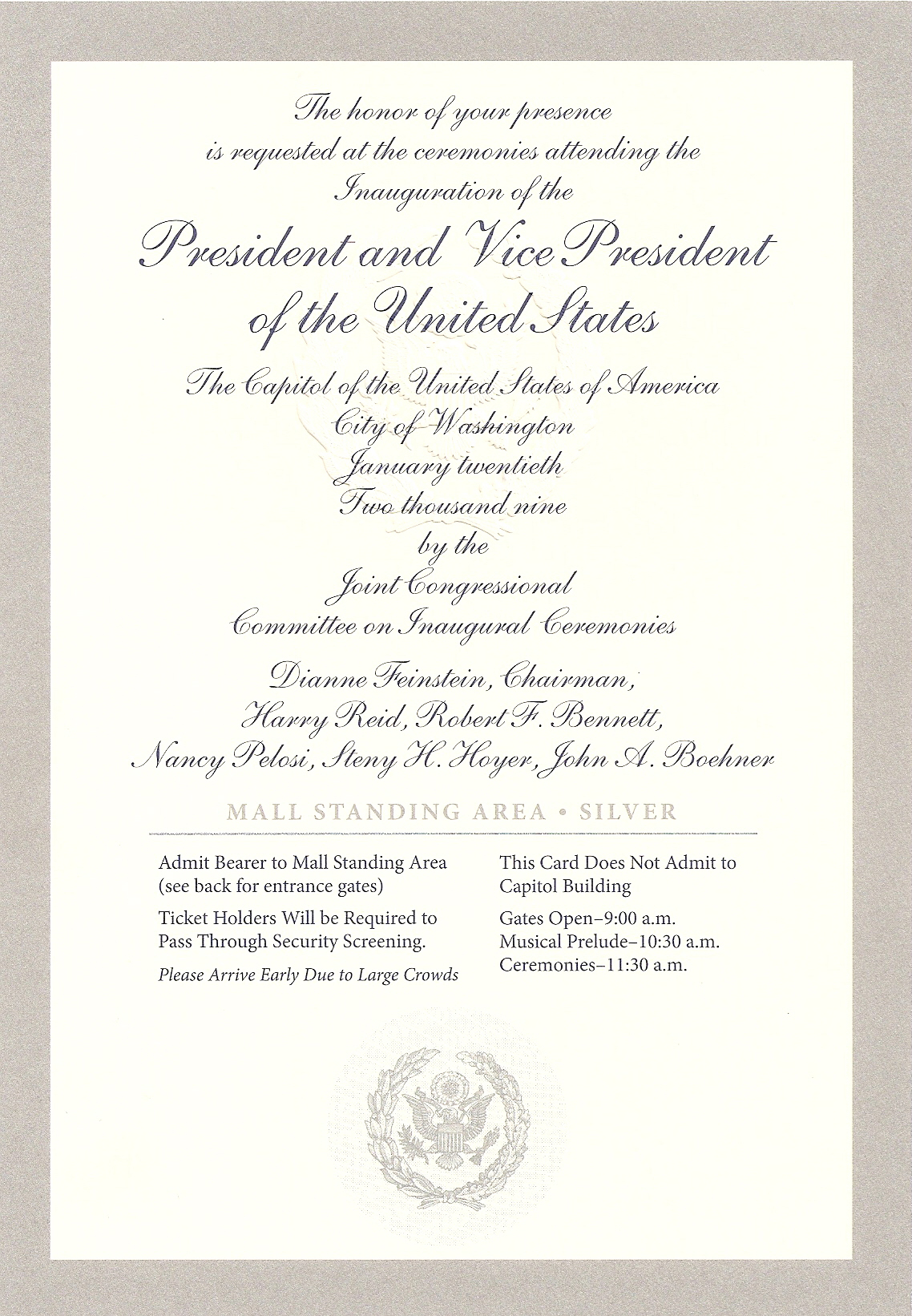
アメリカ合衆国第111議会が発行した、就任式を議事堂又はその近くの指定席で見られる、色分けされたチケットの1枚。

87歳の祖母サラ・オバマに率いられて、オバマの父の故郷、ケニアの村ニャンゴマ・コゲロから、親族が訪れた。そのほか、ケニアからワシントンD.C.まで訪れた親族には、オバマのおば、マギー・オバマ、おじのサイード・オバマ、異母兄のマリク・オバマがいる。ケニアの親族らは、バラク・オバマに、ルオ族の長老らに贈られるならわしの三脚の腰掛けや、ヤギの毛で作られたハエ払い（fly-whisk；権威の象徴とされる）、盾など、ケニアの伝統的な贈り物を贈ることとなった。サラ・オバマは、以前、オバマが2005年に上院議員になったときの宣誓式にも出席した。
このほか、宣誓式のため、第111回連邦議会のメンバーは、ゲストや有権者に対し、連邦議会議事堂又はその近くの観覧席の招待券を24万枚配布した。招待券は黄色、オレンジ、青、紫、銀色のボーダーに色分けされており、銀色は下院と上院の議員から一般市民に配られた。就任式に出席したいという有権者からの要望は極めて多かったため、くじ又は先着順での配布となった。
式典の開始ともにセキュリティ・チェックを行うゲートが閉鎖されたため、招待券を持って就任式に出席しようと議事堂に来た大勢の人のうち、約4000人が、指定席まで行き着くことができず、議事堂構内から閉め出されてしまった。ナショナル・モールに出入りする歩行者で混雑する地下トンネルで、立ち往生してしまった人もいた。こうして立ち往生してしまったチケットの持ち主でも、ラジオやインターネットに接続できる携帯電話があれば、それで就任式の様子を聞くことはできた。
議会就任式典合同委員会の委員長であるダイアン・ファインスタイン上院議員は、招待券を持っていたのに就任式の会場に入れてもらえなかった人からの苦情を処理するための調査に乗り出した。
また、2009年1月22日、合同委員会のスポークスマンは、青、紫、銀色の招待券を持っていて議事堂構内に入れなかった人には、記念品を受け取ってもらうと発表した。記念品は、宣誓式の招待状とプログラム、オバマ大統領とバイデン副大統領の写真、就任式のカラー印刷などである。

### 観衆数の推計

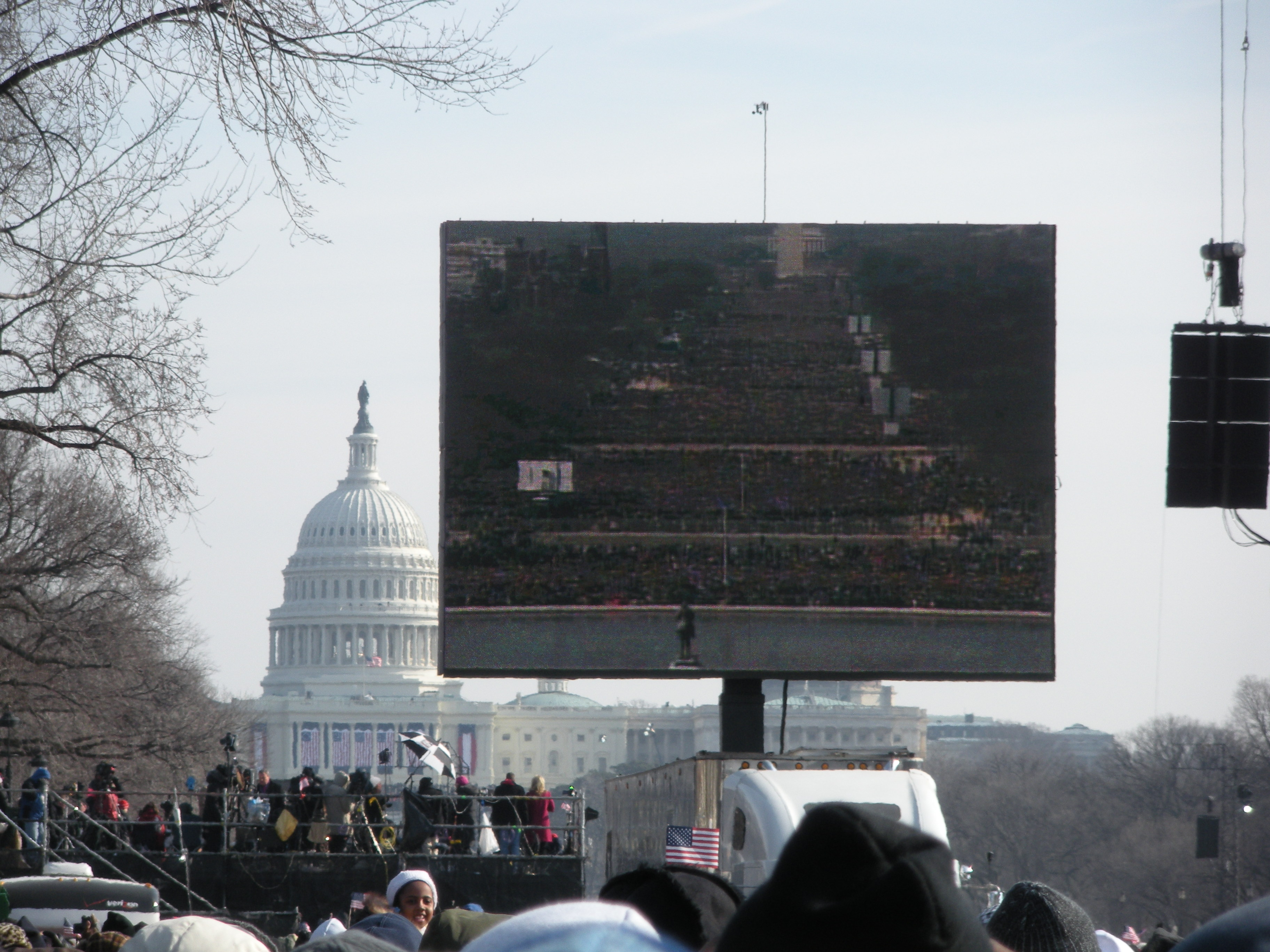
ナショナル・モールに集まった群衆に、ジャンボトロンが就任式の様子を映し出す。後景は議事堂。

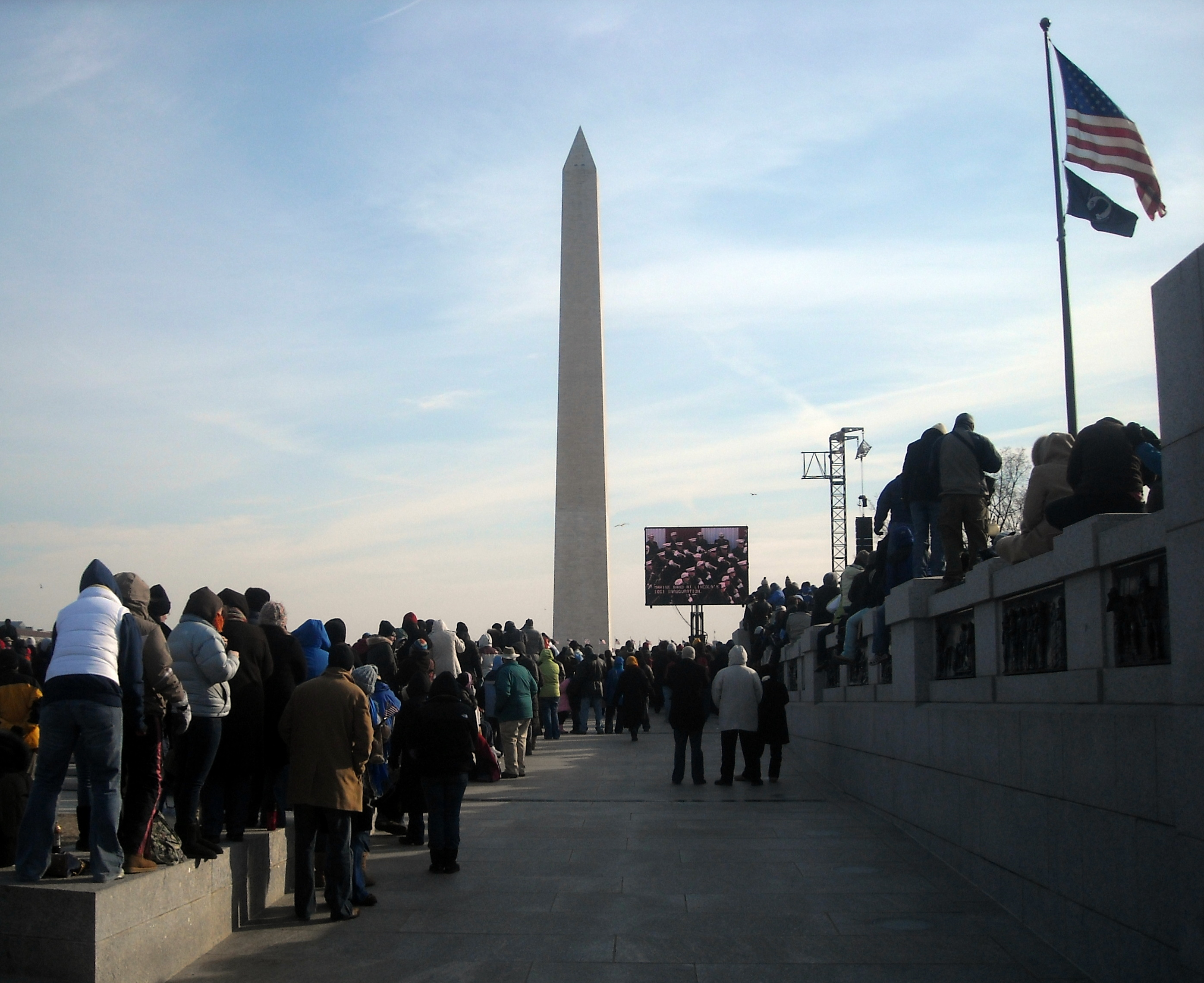
ナショナル・モールで就任式を見守る人々。

就任式を見ようと集まった人々の数については、公式な計数は行われていない。ただ、多くの情報源が、かつてワシントンD.C.で行われた行事の中で最大の人出であったと結論づけている。治安対策と交通規制に当たった政府機関及び連邦職員は、何台かのカメラと地上にいた人からの情報に基づき、参加者の数は180万人であったとする。ワシントン・ポスト紙はこの数字を伝え、国立公園局はこの推計に「異議はない」と述べた。
衛星写真の分析家、IHSジェーンズのAllison Puccioniは、衛星ジオアイ-1が東部時間午前11時19分にとらえた映像をもとに、群衆の規模は103万1000人から141万1000人の範囲であったと推定する。この推計には、招待券用の指定席、又は市民に開放された連邦の建物にいる推定24万人の人々は含まれていない。一方、アリゾナ州立大学教授、スティーヴン・ドイグは、同じ衛星写真を用いて、就任式に参加した人は80万人であると推計する。この写真は、オバマの宣誓の45分弱前に撮られたものだが、ドイグは宣誓式が始まる前にこのエリアにまだ向かっている途中の人々も含めるよう、推計値を調整している。自身の推計にもかかわらず、ドイグは、「賭けろと言われたら、〔バラク・〕オバマの観衆の方が〔ジョンソンや〕そのほかの何かが集めた観衆よりも実際には多かったと言うでしょう。……今回が最大の人出だったと言うにやぶさかではありません。」と述べている。リンドン・ジョンソンの1965年の大統領就任式には、約120万人が集まったと言われている。

### 警備

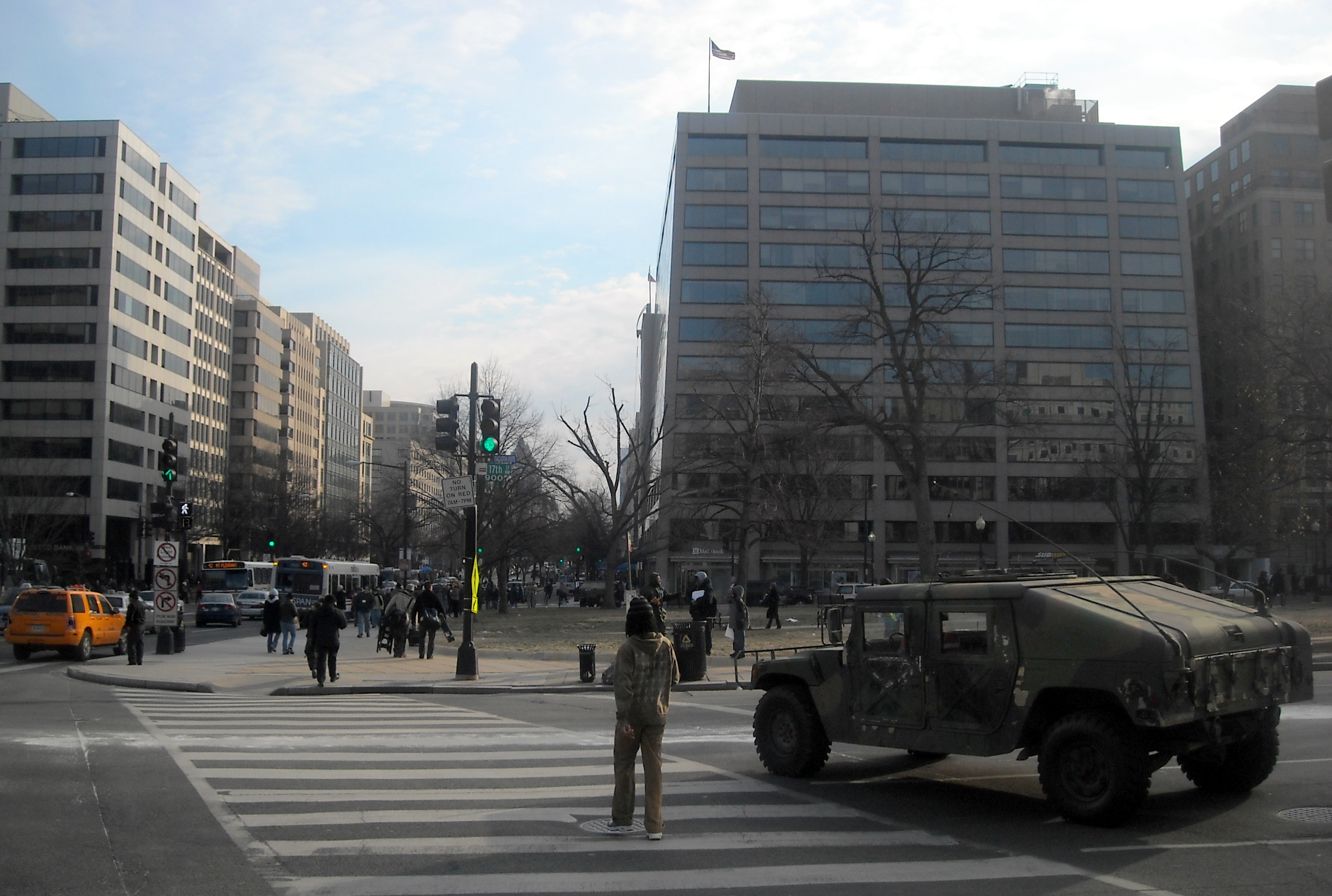
就任式の間、Kストリートで警備に当たる州兵部隊。

コロンビア特別区警察は、アメリカ各地から8000人の警察官を呼び寄せ、一時的に2倍に膨らんだ。1000人の連邦捜査局 (FBI) 職員が警察の治安対策の補助に当たり、シークレットサービスの狙撃対策チームが、エリア全体の隠れた場所に配置された。
1万人の州兵部隊もまた配備された。その中で、デラウェア州兵の第153憲兵中隊は、5000人の隊員が治安維持任務に当たり、1300人の非武装部隊が、公園警察を補助してナショナル・モールでの雑踏警備に当たった。1-175歩兵隊のC中隊は、7番ストリート交差点で、ナショナル・モールの第1観覧エリアと第2観覧エリアとの間の治安対策を担当し、その他の部隊もそれぞれ異なる治安活動を担当した。連邦航空局は、2009年1月20日午前10時から午後6時まで、ワシントンD.C.上空の航空規制を行った。ロバート・ゲイツ国防長官は、万一非常事態が起こったときに政府の継続を確保するための指定生存者に選ばれ、彼は就任式の日をワシントンD.C.エリア外の軍事施設で過ごした。
就任式の日、午後6時（東部時間）の時点で、就任式及びパレードに集まった人の中から逮捕者は出なかった。これは、連邦の警察職員によればこの規模の群衆にしては異例のことだという。
このほか警備の観点から問題となったのが、通常平日は午前2時まで、金曜・土曜は午前3時までと定められている、酒類を提供するバーやレストランの閉店時刻を延ばすかどうかという点であった。ダイアン・ファインスタイン上院議員、ロバート・ベネット上院議員の懸念に応えて、コロンビア特別区評議会は、午前4時を閉店時刻とする法律を承認し、D.C.市長エイドリアン・フェンティが署名した。

## 視聴者

### アメリカでのテレビ視聴率
ニールセン社が、アメリカで最大規模の56か所のメディア市場について行った調査では、就任式のテレビ視聴率は29.2%であった。これはロナルド・レーガンの1回目の大統領就任式（1981年）以来最大の視聴率であり、ジョージ・W・ブッシュの2005年の就任式の2倍近くであった。最も視聴率が高かったのは、ノースカロライナ州のローリー-ダーラムエリアで、51%超の世帯が就任式にチャンネルを合わせていた。これは吹雪で人々が外出しなかったこと、この地域にアフリカ系アメリカ人の人口が多いことも原因と考えられる。視聴率が高かった地域トップ10のうち、四つがノースカロライナ州、二つがバージニア州、一つがメリーランド州、そしてワシントンD.C.が2位にランクインした。
午前10時から午後5時まで（東部時間）の平均で見ると、オバマの大統領就任式の視聴人口は、地上波・ケーブルテレビのチャンネル17局を合わせて3780万人に達した。これには、インターネットでストリーミング映像を視聴した人は含まれていない。ただ、1981年のレーガン大統領就任式の平均視聴人口は平均4180万人であったから、これには及ばなかった。

### インターネット
オバマの就任式は、インターネット上のニュースやソーシャル・ネットワーキング・サイトへのアクセス数を急増させ、ストリーミング映像へのアクセスも記録的なものになった。アカマイ・テクノロジーズ社の報告によれば、1分弱の間に540万1250人のユーザーがニュースサイトにログオンし、これは同社が2005年にデータの記録をとり始めてから5番目のピークであったという。ピーク時には、ニュースサイトは700万件のストリーミング配信を同時に行っており、これはアカマイ社の記録史上最高の件数であった。
BBCは、同社の就任式のライブストリーミング配信中に、ウェブサイトへのアクセス数が過大になったことにより一時休止が起きたと報じた。一時、配信が30分間停止し、サイトを訪れたユーザーには映像の代わりに「しばらく後にもう一度お越しください」とのメッセージが表示された。また、CNNによれば、同社がこの日午後3時30分（東部時間）までに配信したストリーミング映像は2100万件を超えて史上最高記録を更新し、またこの日のページの閲覧件数は1億3600件であったという。

## 国際社会の注目
バラク・オバマの就任式に対する国際社会の注目は、前例のないものであった。各国の国民、そしてそれらの国で暮らす在外アメリカ人など、何百万人もの人がテレビやインターネットで就任式を見守った。一部の国では、オバマの就任式が2008年の北京オリンピック開会式と同程度の視聴率に達した。

### アフリカ

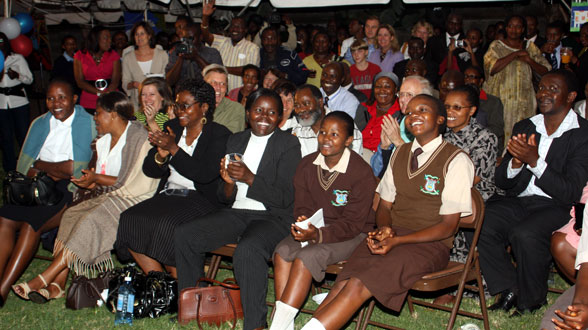
ナイロビで就任式の様子を見るケニアの人々。

ケニアの外務大臣モセス・ウェタングラは、就任式は「ケニアにとって大いなる誇りの時」であったと述べた。オバマの父、バラク・オバマ・Sr.は、ケニアに生まれ、6年間を除きそこで暮らした。オバマの親族が、まだケニアに暮らしている。ケニア中で祝祭が行われ、就任式の間は、皆テレビに見入って通りから人がいなくなったところもあった。

### 南北アメリカ
バルバドスでは、ケンジントン・オーバル・スポーツ・スタジアム、ジョージ・ワシントン・ハウス、ブリッジタウン・ヒルトン・ホテルと、国内少なくとも3か所に、市民が無料で大スクリーンでのオバマの就任式を見られる会場が設けられたグアテマラの町、アンティグア・グアテマラでは、アメリカ人がオバマの好きな音楽を演奏してパーティーを開いた。
カナダでは、カナダ首相府が次の声明を発表した。「すべてのカナダ国民を代表して、バラク・オバマ氏がアメリカ合衆国大統領に就任されるにつき、氏に心からのお祝いの言葉を申し上げ、氏と氏の政府が、新しい任期を始められるに際し、そのご健勝をお祈りしたい。また、隣国アメリカの人々が、世界中の友人とともにこの歴史的な日を祝われるに際し、心からの祝福を申し上げる。大統領が我々の招きに応じカナダを最初の国際訪問先とされたことを喜んでいる。アメリカ合衆国は、今までと変わらずカナダの最も重要な同盟国、最も親しい友人、また最大の貿易のパートナーであり、この特別な関係を更に拡大するに当たって、オバマ大統領及びその政府とともに仕事をすることができるのを楽しみにしている。」 カナダのミカエル・ジャン総督も、リドー・ホール（オタワにある総督公邸）で行われた青少年意見交換会で、オバマの就任式を祝福するスピーチを行った。

### アジア
中華人民共和国では、何百人もの人が各種メディアでオバマ就任式のニュースを追った。国営の中国中央テレビは、オバマ大統領の就任演説を普通話の同時翻訳付きで放送した。ただし演説の検閲を行うための遅れがあり、不適切な箇所は同時翻訳が短時間止められた。しかし、オバマ大統領が「前の世代はファシズムや共産主義と対決した」と述べた時には、国営テレビの当局者は突然就任演説のライブ放送を中断し、スタジオでの議論に切り替えた。
中国のウェブサイトも、オバマ大統領が就任演説で共産主義とそれに対する反対を口にしたことについては、検閲を行った。新華社のウェブサイトでは、検閲されていない完全な英文テキストと、検閲済みの翻訳をともに掲載した。検閲済みの翻訳では、共産主義への言及のほか、「自国の社会の困難を西洋のせいにしようとする指導者たち」、「汚職や謀略、異論の封殺を通じて権力にすがりつく者〔指導者たち〕」について述べた部分も落ちていた。
ジャカルタではインドネシア人やアメリカ人が、深夜の無料ダンスパーティーで就任式を見守り、オバマが子どもの時に通っていた国立小学校Menteng 01の生徒がパフォーマンスを披露した。
日本の福井県小浜市では、花火が打ち上げられ、羽賀寺で鐘を鳴らしたり、フラダンスを踊ったりして就任式を祝った。小浜市長は、オバマ大統領に同市を訪問してほしいと述べた。日本のそのほかの地域では、沖縄県の人々はオバマが米軍基地の問題を解決するための行動を起こしてくれることを期待していると伝えられているほか、いくつかの報道機関が、日本の市民はオバマが核兵器廃絶に向けて重要な一歩を踏み出してくれることを願っていると伝えている。

### ヨーロッパ
パリ市長ベルトラン・ドラノエと在フランスアメリカ合衆国大使クレイグ・ロバーツ・ステープルトンは、パリ市庁舎で約1000人を集めた観覧パーティーを催した。
ベルリンでは、約1500人の招待客がGoyaクラブでの就任祝賀ダンスパーティーに出席し、これがおそらくアメリカ国外で最大のダンスパーティーだと考えられる。
オバマの祖先が1800年代に暮らしていたというアイルランドオファリー県のMoneygallでは、オバマの遠い親戚が集まった。一方ダブリンでは、アイルランドに住むアメリカ民主党の熱心な支持者たちがお祭りのパーティーを開いた。
アイルランドの首相、ブライアン・カウエンは、「ワシントン、アメリカ合衆国中、そして世界中での喜びと祝賀の日」に歓迎の辞を述べた。
教皇ベネディクト16世は、就任式の日のために、オバマ大統領に祝電を送った。
イギリス首相ゴードン・ブラウンは、就任式を歓迎して次のように述べた。「全世界が、オバマ大統領の就任式に注目し、アメリカの歴史、そして世界の歴史の新しい1章に立ち会おうとしている。彼は最初の黒人アメリカ大統領であるだけでなく、世界の問題を解決する決意をもって出発している。」。イギリスでは、リアリティ番組「セレブリティ・ビッグ・ブラザー」の参加者も、外の世界と接触しないというルールを破って、就任式を見せてもらうことができた。ロンドンでは推定1300人が出席するダンスパーティーも開かれた。このほかにも、30万人のアメリカ人が住むイギリスでは、ケンブリッジでルアウのお祭りが行われるなど、各地で観覧パーティーが開かれた。

### オセアニア
ソロモン諸島の首相、デリック・シクアは、就任式後に、政府と国民を代表してバラク・オバマに祝福の辞を述べた。シクアは、アメリカ人は世界の至るところから集まってきており、その中にはソロモン諸島も含まれると述べた上で、ソロモン諸島の市民は、オバマのアメリカ及び世界のための努力に際し、神が彼に力、知恵、そして彼を助ける良き人々を与え続けることを祈ると述べた。

## 資金

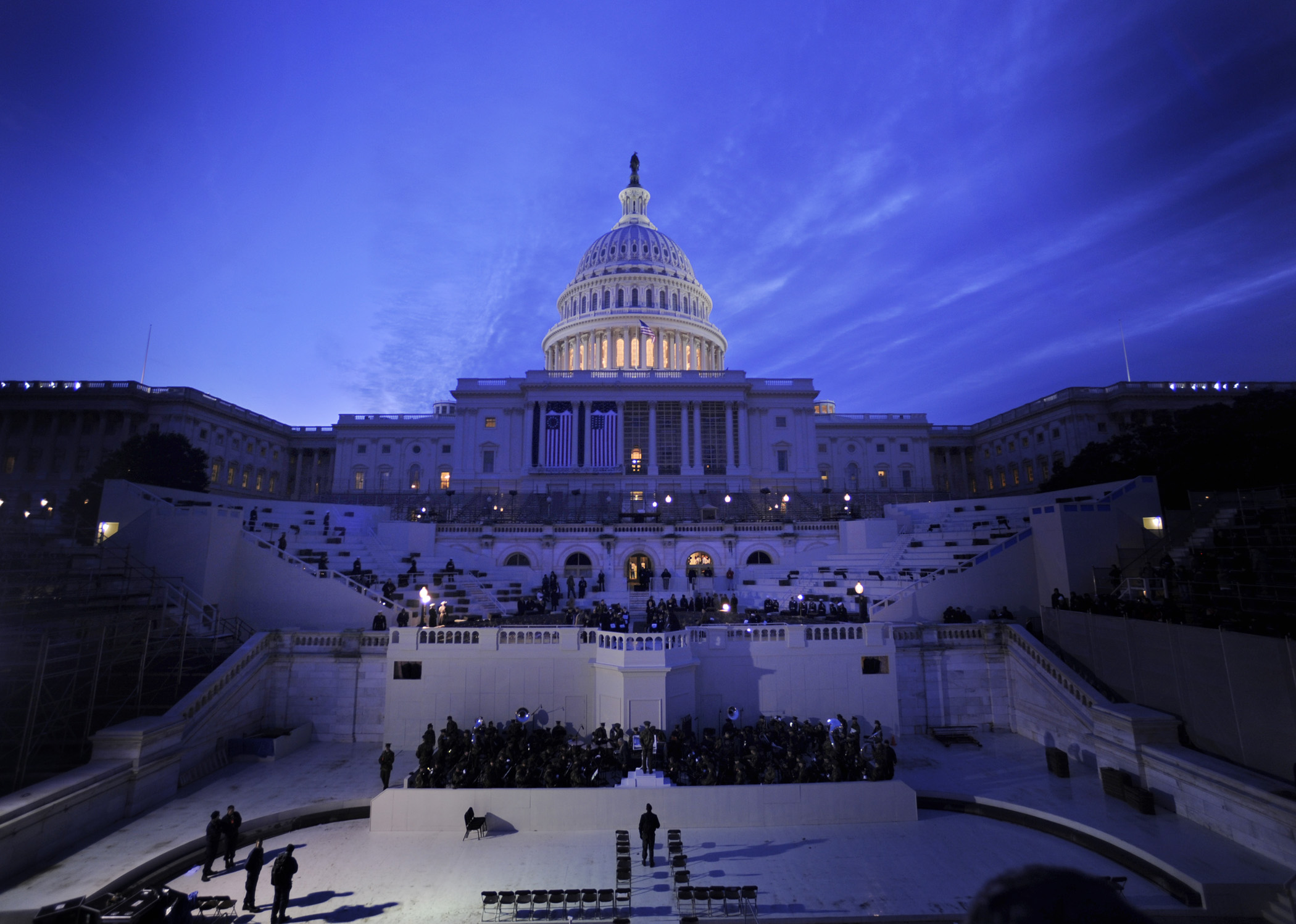
就任式会場を準備中の連邦議会議事堂。

2009年1月30日の時点で、2009年オバマ大統領就任式委員会は5300万ドルを超える資金を集めた。委員会の設けた上限である5万ドルを寄付した人が少なくとも458人いた。ジョージ・ソロス、ハル・ベリー、ジェイミー・フォックス、シャロン・ストーン、サミュエル・L・ジャクソン、ジェフリー・カッツェンバーグ、ロン・ハワード、ジョージ・ルーカス、スティーヴン・スピルバーグ、ロバート・ゼメキス、またジム・ヘンソンの娘リサ・ヘンソンなどである。
政治キャンペーンとは異なり、個人についても企業についても、就任式への寄付額に法律上の制限はないが、オバマ大統領就任式委員会（メンバーはペニー・プリツカー、ジョン・W・ロジャーズ・ジュニア、パット・ライアン、ウィリアム・デイリー、ジュリアナ・スムート）は5万ドルを寄付の上限とした。普段のやり方を変えるとの約束を強調するために、就任式委員会は、政治活動委員会（PAC；企業等が支持する政治家への政治資金を調達するために設立する団体）、連邦に登録されたロビイスト、及び会社からの寄付は受け付けなかった。ただ、その一方で、グーグルの役員エリック・シュミットや、マイクロソフトの役員スティーブ・バルマーなど、登録ロビイストではないがロビー活動に関わっている個人からの寄付は受け付けた。
2005年には、数多くの会社がジョージ・W・ブッシュの第2回就任式に25万ドルの寄付をし、就任式の費用は警備費用を除いて4230万ドルであった。オバマの就任式の費用は、大統領就任式委員会からは4500万ドル、ワシントンD.C.の負担する警備費用は「5000万ドル近く」となる見込みであった。しかし、ワシントンD.C.の費用負担は推計で1億5000万ドル～1億1700万ドル超に、メリーランド州など近隣州の費用負担は1100万ドルまでふくれ上がった。